# Nature Protocols
Nature Protocols è una rivista scientifica online, che pubblica metodi e protocolli in un'ampia varietà di discipline scientifiche. 
La rivista è stata lanciata nel giugno 2006 ed è pubblicata dalla Nature Publishing Group.
Il suo contenuto include sia metodi classici che tecniche all'avanguardia rilevanti per lo studio di problemi biologici. Il contenuto di questo sito è diviso in Nature Protocols e Protocol Exchange.
Tutti i Protocolli Nature sono revisionati da esperti, radicalmente modificati e impaginati prima della pubblicazione. Nuovi protocolli vengono aggiunti al sito su base settimanale.

## Protocolli pubblicati
I protocolli pubblicati sono suddivisi nelle seguenti categorie:
- biochimica;
- coltura di cellule e tessuti;
- biologia cellulare e biologia dello sviluppo (comprende il rilevamento dell'apoptosi cellulare e altro);
- biologia computazionale e biologia teorica (include la bioinformatica);
- analisi genetica (comprende la genetica classica, la genetica inversa, il rilevamento delle mutazioni e altro);
- modificazione genetica (comprende i transgeni, la transfezione, la trasformazione genetica e altre tecniche di consegna genica);
- genomica e proteomica (es. i microarray);
- imaging (comprende la microscopia, la risonanza magnetica, la SPECT e la PET);
- tecniche immunologiche;
- isolamento e purificazione (frazionamento cellulare, ecc.)
- microbiologia e virologia;
- biologia molecolare (comprende la reazione a catena della polimerasi-PCR, clonazione, southern blot e altre tecniche basate su DNA e RNA);
- organismi modello (Drosophila, C. elegans, Xenopus, zebrafish, topi da laboratorio, Arabidopsis, Aspergillus, Dictyostelium, ecc.);
- neuroscienze;
- farmacologia e tossicologia;
- biologia vegetale;
- spettroscopia e analisi strutturale (es.: spettrometria di massa proteica e risonanza magnetica nucleare);
- chimica sintetica, modificazioni chimiche, nanotecnologia.

## Partecipazione
Gli scienziati possono partecipare direttamente alla sezione Protocolli di scambio di questo sito, sezione che nel dicembre 2010 ha sostituito la Rete di protocolli.
Tutti i contenuti della precedente sezione Rete di protocolli sono stati trasferiti alla sezione nuova. Si tratta di una risorsa online ad accesso libero che consente ai ricercatori di condividere il loro know-how sperimentale dettagliato. Tutti i protocolli caricati sono resi disponibili gratuitamente, assegnati con codice DOI per facilitarne la citazione e completamente ricercabili attraverso nature.com. Questi protocolli non vengono ulteriormente rivisti dal punto di vista stilistico, sottoposti a revisione tra pari o corretti, ma sono pubblicati in tempo reale subito dopo l'invio. I protocolli possono essere collegati a qualsiasi pubblicazione in cui vengono utilizzati. 
Ogni gruppo di laboratorio può creare una pagina dedicata per raccogliere i propri protocolli di laboratorio. Caricando i protocolli su Protocol Exchange, gli scienziati possono consentire ad altri ricercatori di riprodurre o adattare più facilmente la metodologia che utilizzano, oltre ad aumentare la visibilità dei loro protocolli e articoli.